# Mathilde Leuzinger
Mathilde Leuzinger (Rapperswil, 19 augustus 1899 - Altdorf, 4 december 1980) was een Zwitserse cinema-onderneemster. Ze baatte verscheidene cinema- en projectiezalen uit in oostelijk en centraal Zwitserland.

## Biografie

### Afkomst en opleiding
Mathilde Leuzinger was een dochter van Willy Leuzinger en van Mathilde Hofer. Haar vader was van opleiding mecanicien en hield in Rapperswil de herberg Zum Hecht open alvorens hij een pionier in de cinematografie en eigenaar van cinemazalen zou worden. Mathilde ging naar school in Rapperswil. Tijdens haar jeugd begeleidde ze filmprojecties in het cinematheater Schwanen in Rapperswil met pianomuziek. Vanaf 1918 was ze in Rüti actief als pianiste.

### Cinema-onderneemster
Later zou ze aan de slag gaan in het familiebedrijf van haar vader. Ze onderhandelde met distributiemaatschappijen, de banken en de overheden, legde zich toe op de volledige programmatie en organiseerde de tournees van haar rondtrekkende cinema in het noordoosten van Zwitserland vanaf 1919. In 1928 had ze de leiding over de bouw van een nieuwe cinemazaal in Frauenfeld. Na het overlijden van haar vader in 1935 nam ze de leiding van het bedrijf over en saneerde ze in korte tijd de schulden van het bedrijf. Het personeelstekort, te wijten aan de Tweede Wereldoorlog, de verhoogde concurrentie in de cinemasector en de huwelijken van haar zussen Anna en Martha, die in de zaak werkten, leidde tot de verkoop van de rondtrekkende cinema in 1943.
Onder de bijnaam Fräulein Leuzinger werd Mathilde Leuzinger met haar sterke persoonlijkheid gerespecteerd in haar branche vanwege haar onderhandelingstalent. Ze verkreeg meermaals vervroegde uitzendrechten voor haar filmzalen, waardoor ze films kon vertonen tot acht weken voor deze in andere cinema's in de omgeving te zien waren. Ze bleef persoonlijk instaan voor het opstellen van de programmatie. Na de oorlog kende haar bedrijf een sterke opgang onder haar leiding. Ze baatte zowel kleine lokale cinemazalen uit als grote stedelijke zalen en bood ook een specifieke programmatie aan voor bepaalde doelgroepen, zoals bijvoorbeeld de Italiaanse arbeidersklasse. In 1947 opende ze een nieuwe Cinema Leuzinger in Buchs waarover haar zus Martha en haar schoonbroer Eugen Strickler de leiding zouden opnemen. In 1949 renoveerde ze de Schloss-Cinema in Rapperswil, gevolgd door de bouw van een nieuwe Cinema Leuzinger aan de Obere Bahnhofstrasse in dezelfde stad in 1952. In 1963 volgde nog een zaal in Altdorf.

### Opvolging
Op 15 september 1977 werd Mathilde Leuzinger in Altdorf getroffen door een hersenbloeding na de vertoning van de klassieker Gone with the Wind. Haar schoonzoon Eugen Strickler zou de leiding van het bedrijf overnemen, en na diens overlijden kwam Mathilde's nicht, Marianne Hegi-Strickler, aan het hoofd te staan. Zij is sinds 2006 de enige eigenaar van de Cinema Leuzinger GmbH.